# Libereci kerület
Koordináták: é. sz. 50° 46′ 09″, k. h. 15° 03′ 13″50.769167°N 15.053611°E
Libereci kerület (csehül Liberecký kraj) közigazgatási egység Csehország északi részén. Székhelye Liberec. Lakosainak száma 428 291 fő (2006).
Keletről az óramutató járásval megegyező irányba a Hradec Králové-i kerület, a Közép-Csehországi kerület és a Ústí nad Labem-i kerület határolja. Északi határán Szászországgal (Németország) és az Alsó-Sziléziai vajdasággal (Lengyelország) szomszédos.

## Járások
2005. január 1-jétől, a legutóbbi kerülethatár módosítás óta a területe 3163 km², melyen 4 járás osztozik:
| Név (Cseh név)                                        | Jel | Székhely           | Népesség (fő) | Terület (km²) | Népsűrűség (fő/km²) | Községek száma |
| ----------------------------------------------------- | --- | ------------------ | ------------- | ------------- | ------------------- | -------------- |
| Česká Lípa-i járás (Okres Česká Lípa)                 | CL  | Česká Lípa         | 103 352       | 1 072,91      | 96                  | 57             |
| Jablonec nad Nisou-i járás (Okres Jablonec nad Nisou) | JN  | Jablonec nad Nisou | 89 681        | 402,30        | 223                 | 34             |
| Libereci járás (Okres Liberec)                        | LB  | Liberec            | 167 052       | 988,87        | 169                 | 59             |
| Semilyi járás (Okres Semily)                          | SM  | Semily             | 74 666        | 698,99        | 107                 | 65             |

## Legnagyobb települések

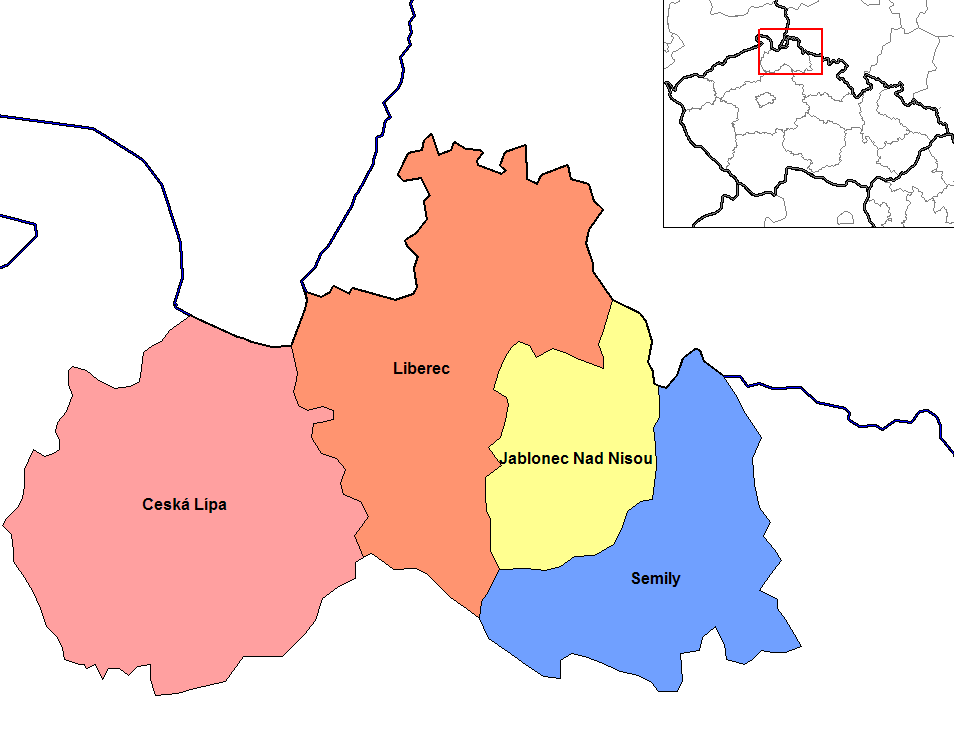
A Libereci kerület járásai

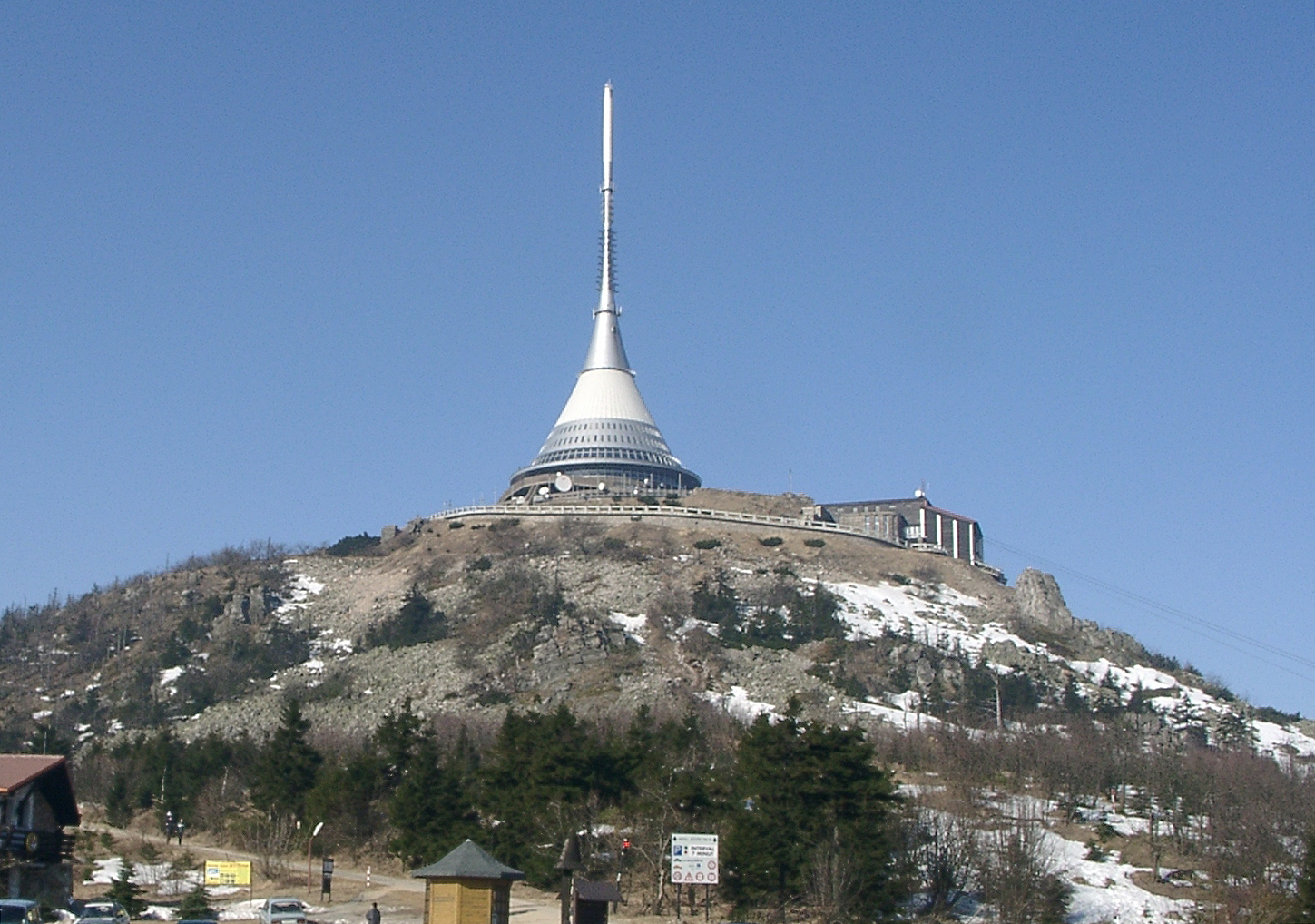
TV-torony és szálloda a Ještěd hegyen

| Név                  | Lakosság (fő, 2005. december 31.) |
| -------------------- | --------------------------------- |
| Liberec              | 97.950                            |
| Jablonec nad Nisou   | 44.748                            |
| Česká Lípa           | 38.489                            |
| Turnov               | 14.489                            |
| Nový Bor             | 12.192                            |
| Semily               | 8.924                             |
| Frýdlant v Čechách   | 7.608                             |
| Hrádek nad Nisou     | 7.358                             |
| Tanvald              | 6.966                             |
| Mimoň                | 6.742                             |
| Železný Brod         | 6.409                             |
| Chrastava            | 6.038                             |
| Lomnice nad Popelkou | 5.896                             |
| Jilemnice            | 5.710                             |
| Doksy                | 5.103                             |

## Fordítás
- Ez a szócikk részben vagy egészben  a   Liberec Region című angol Wikipédia-szócikk ezen változatának fordításán alapul.  Az eredeti cikk szerkesztőit annak laptörténete sorolja fel. Ez a jelzés csupán a megfogalmazás eredetét és a szerzői jogokat jelzi, nem szolgál a cikkben szereplő információk forrásmegjelöléseként.
- Ez a szócikk részben vagy egészben  a   Liberecký kraj című cseh Wikipédia-szócikk ezen változatának fordításán alapul.  Az eredeti cikk szerkesztőit annak laptörténete sorolja fel. Ez a jelzés csupán a megfogalmazás eredetét és a szerzői jogokat jelzi, nem szolgál a cikkben szereplő információk forrásmegjelöléseként.